# Cheluridae
Cheluridae är en familj av kräftdjur. Cheluridae ingår i ordningen märlkräftor, klassen storkräftor, fylumet leddjur och riket djur. Enligt Catalogue of Life omfattar familjen Cheluridae 4 arter. 
Kladogram enligt Catalogue of Life och Dyntaxa:
| Cheluridae | \| \| Chelura \| \| \| \| \| \| Tropichelura \| \| \| \| |
|            | \| \| Chelura \| \| \| \| \| \| Tropichelura \| \| \| \| |
|            | Chelura                                                  |
|            |                                                          |
|            | Tropichelura                                             |
|            |                                                          |